# Golconda

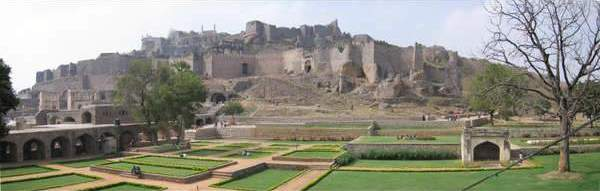
Le rovine del forte di Golconda

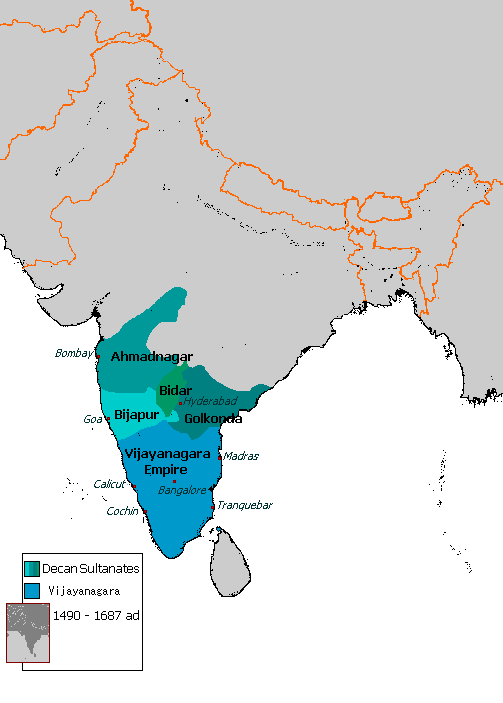
I Sultanati del Deccan (in verde chiaro e in verde scuro. Sotto, in azzurro petrolio, l'Impero Vijayanagara) tra il XV e il XVII secolo

Golconda (AFI: /ɡolˈkonda/) è una città, ormai ridotta in rovina, che si trova nell'India centromeridionale, poco lontano dall'odierna città di Hyderabad, capitale dello stato indiano dell'Andhra Pradesh.

## Storia

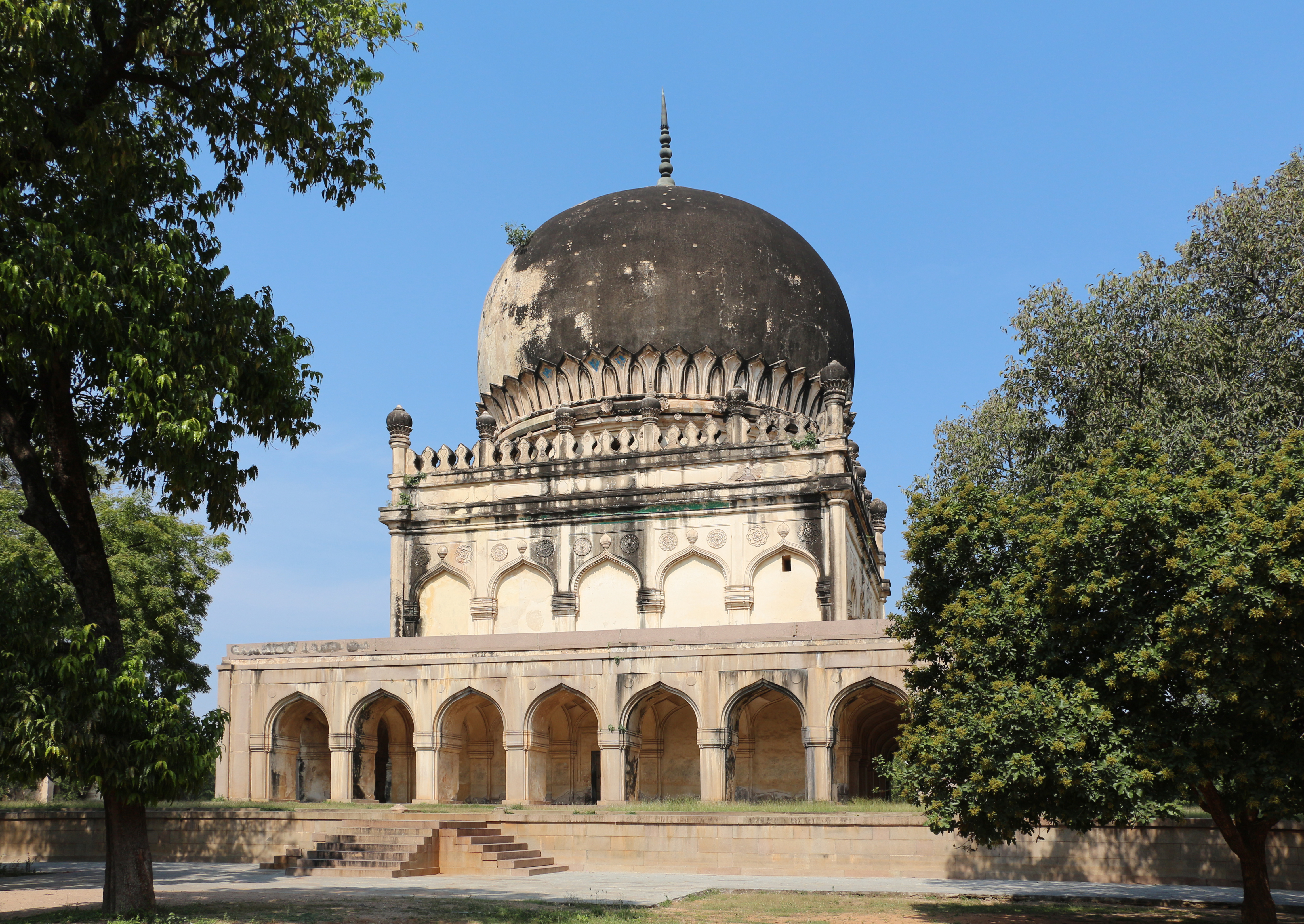
Mausoleo del Sultano Muḥammad Quṭb Shāh a Hyderābād.

La prima fortezza fu costruita nel XII secolo sotto la dinastia dei Kakatiya e fino al 1512 la città fece parte del Sultanato di Bahmani. Dopo la caduta di quest'ultimo, Golconda divenne la capitale di uno dei cinque sultanati del Deccan, estendendo la sua autorità su buona parte del Deccan, in particolare su vasti tratti degli attuali Stati indiani del Karnataka e del Maharashtra.
Dopo un periodo di decadenza, fu conquistata dall'Imperatore mughal Aurangzeb, che la annetté al suo impero nel 1687 (Aurangzeb assediò il forte cittadino per nove mesi e riuscì a conquistarlo solo per il tradimento di un ufficiale, che aprì un ingresso secondario).
Le rovine di tre muraglie di granito circondano tuttora il forte di Golconda per un perimetro complessivo di circa sette chilometri.

## I diamanti di Golconda

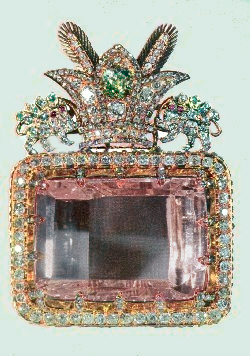
Il Darya-ye Noor (Oceano di luce), un grande diamante estratto a Golconda, oggi conservato in Iran

Sin dall'antichità Golconda fu celebre in tutto il mondo per la ricchezza dei suoi giacimenti alluvionali di diamanti; per secoli fu infatti l'unico luogo al mondo ad avere una miniera dove si potevano estrarre queste gemme, altrimenti rinvenute in depositi alluvionali occasionali, che venivano estratti nel sud-est del regno e poi lavorati dentro la città. Inoltre la città stessa divenne con il tempo uno dei principali mercati diamantiferi mondiali, dove venivano lavorate e commerciate gemme provenienti da altre regioni, tanto che per secoli il nome di Golconda divenne per gli Europei sinonimo di incredibile ricchezza.